# Rupsenaaskever
De rupsenaaskever (Dendroxena quadrimaculata) is een kever uit de familie van de aaskevers (Silphidae).

## Verschijning
De kever wordt 12 tot 14 millimeter lang en heeft een vlak ovaal lijf. De grondkleur van het lijf is geelbruin. Op de dekschilden bevinden zich tegen het halsschild en even achter het midden zwarte vlekken. Het schildje (scutellum) is zwart. Het halsschild is aan de zijkanten tot tegen de dekschilden aan geelbruin, in het midden tot aan de voorkant is er een flinke zwarte vlek. De kop, de poten en de antennes zijn zwart.
De zeldzame vorm sexmaculata heeft aan het eind van de dekschilden nog een zwarte vlek.

## Voorkomen
De rupsenaaskever komt voor in Europa tot in het zuiden van Scandinavië. Ze bevinden zich vooral in eikenbossen op niet te grote hoogte, en ontbreken in pure naaldbossen. Men vindt ze van april tot juni. In Nederland en België is het een vrij gewone soort.

## Levenscyclus
De imago jaagt, ongebruikelijk voor aaskevers, in de vegetatie op rupsen, larven van plantenwespen en bladluizen. De wijfjes leggen hun eieren stuksgewijs in de grond. De larven zijn zwart en worden maximaal 20 millimeter lang. Ze voeden zich, ook al als een rover, van in de grond levende insectenlarven en ook van aas. De verpopping vindt nog hetzelfde jaar plaats, de nieuwe kevergeneratie overwintert in de grond en komt in april tevoorschijn.